# Alex Rider (personnage)
 (juin 2024).
Si vous disposez d'ouvrages ou d'articles de référence ou si vous connaissez des sites web de qualité traitant du thème abordé ici, merci de compléter l'article en donnant les références utiles à sa vérifiabilité et en les liant à la section « Notes et références ».
Alexander Rider, dit Alex Rider, né le 13 février 1990, est un personnage de fiction. Il est le personnage principal de la série Alex Rider écrite par Anthony Horowitz. Il est également le personnage principal de deux nouvelles écrites par Horowitz basées sur le même canon que la série, Secret Weapon et Christmas at Gunpoint.
Alex est un jeune agent secret du MI6, les services secrets en Angleterre. Le MI6 ayant remarqué ses nombreux talents, Alex est contraint, à seulement quatorze ans, de pratiquer cette activité. Il n’a pas seulement travaillé pour le SIS, mais également pour la CIA, Scorpia et, dans Snakehead, pour l’Australian Secret Intelligence Service (ASIS).
Dans l’adaptation cinématographique de Stormbreaker, Alex Rider est interprété par Alex Pettyfer.

## Biographie
Alex Rider est un adolescent de 14 ans (15 ans depuis le tome 8). Très jeune, il s'est retrouvé orphelin à la suite de la mort de ses parents dans un accident d'avion. Après leur mort, il est recueilli par son oncle, Ian Rider censé être banquier (Il meurt au début du tome 1). Celui-ci l'emmène régulièrement en voyage et lui fait découvrir de multiples disciplines sportives. Mais son travail de banquier lui prenant beaucoup de temps, il embauche, pour s'occuper d'Alex et lui tenir compagnie, une gouvernante : Jack Starbright. Celle-ci est une américaine qui, prise sous le charme de la petite famille Rider, n'est jamais repartie aux USA son pays d'origine. Malheureusement pour Alex, au début de ces aventures, le visa de Jack arrive à expiration (ce qui fournit un point de pression pour le MI6). Alex est très doué dans beaucoup de domaines. Ainsi dès son plus jeune âge, il apprend le karaté et d'autres arts-martiaux, son oncle l'emmène skier, il lui apprend aussi les bases du "bon pick-pocket" et lui fait faire de l'escalade, de la plongée... Son oncle est tué lors d'une de ses missions et Alex découvre alors qu'il était un agent secret. Alex est recruté par le MI6 qui l'envoie en mission. Il doit enquêter sur Stormbreaker. Entre ses missions d'agents secrets, Alex Rider étudie dans un collège, à Brookland et son meilleur ami s'appelle Tom. Tom intervient dans le tome 5, Scorpia (roman).
Dans le tome 9, Alex voit Jack être tué sous ses yeux. Il tue Julius Grief avec un revolver. À la fin du tome 9, Alex est adopté par la famille Pleasure. Le tome 10, Roulette russe, est consacré à la biographie de Yassen Gregorovitch, tueur de renommée internationale ayant travaillé pour Scorpia. Il y raconte notamment son amitié pour le père d'Alex, John Rider.

## Famille
Les parents d'Alex Rider sont John et Hélène Rider, on apprend leur histoire dans le tome 5, Scorpia. Nous avons très peu d'éléments sur la mère d'Alex mais nous savons que son père était un militaire et qu'il fut engagé par le MI6. Pour infiltrer le réseau international Scorpia, le MI6 fait croire à une bagarre impliquant John Rider. Celui ci est rapidement engagé à Scorpia. Il tuera six personnes lors de sa carrière mais passera la majeure partie de son temps à former les futurs tueurs. Il formera d’ailleurs le tueur Yassen Gregorovitch. Malheureusement, John dupe Scorpia et, ceux-ci décident de se venger en faisant exploser l'avion dans lequel était le couple Rider. À partir de ce moment, c'est Ian Rider, son oncle, qui devient son tuteur. Mais, ses déplacements à l'étranger, pour la Banque Royale et Général (qui est en fait une couverture du MI6) l'obligent à engager une gouvernante, Jack Starbright. Celle ci sera sa seule famille après la mort de son oncle.
On apprend que Yassen Gregorovitch est aussi le parrain d'Alex.

### Les tomes
1. Stormbreaker, Hachette Jeunesse, 2001 ((en) Stormbreaker, 2000), 224 p.  (ISBN 2-01-200697-3)
2. Pointe blanche, Hachette Jeunesse, 2001 ((en) Point Blanc, 2001), 224 p.  (ISBN 2-01-200730-9)
3. Skeleton Key, Hachette Jeunesse, 2003 ((en) Skeleton Key, 2002), 304 p.  (ISBN 2-01-200797-X)
4. Jeu de tueur, Hachette Jeunesse, 2003 ((en) Eagle Strike, 2003), 309 p.  (ISBN 2-01-200866-6)
5. Scorpia, Hachette Jeunesse, 2004 ((en) Scorpia, 2004), 379 p.  (ISBN 2-01-200901-8)
6. Arkange, Hachette Jeunesse, 2005 ((en) Ark Angel, 2004), 355 p.  (ISBN 2-01-201071-7)
7. Snakehead, Hachette Jeunesse, 2007 ((en) SnakeHead, 2001), 381 p.  (ISBN 978-2-01-201496-1)
8. Les Larmes du crocodile, Hachette Jeunesse, 2010 ((en) Crocodile Tears, 2010), 401 p.  (ISBN 978-2-01-202006-1)
9. Le Réveil de Scorpia, Hachette Jeunesse, 2011 ((en) Scorpia Rising, 2011), 403 p.  (ISBN 978-2-01-202289-8)
10. Roulette russe, Hachette Jeunesse, 2013 ((en) Russian Roulette, 2013), 355 p.  (ISBN 978-2-01-203931-5)
11. Never Say Die, Hachette Jeunesse, 2017
12. Nightshade, à ce jour, le 20 Avril 2020, la traduction française n'a pas encore été publiée.

### Livres "spéciaux"
On trouve deux livres supplémentaires sur Alex :
- les Gadget
- "the mission files" (les dossiers des missions)

## Adaptation cinématographique
Stormbreaker, sorti dans les salles le 25 octobre 2006, est pour l'instant le seul tome adapté au cinéma, dans le film Alex Rider : Stormbreaker. Ce premier tome, dans lequel Alex Rider est interprété par Alex Pettyfer, n'a pourtant pas obtenu le succès escompté. Les autres tomes devraient être adaptés au cinéma, eux aussi[réf. nécessaire], mais ce ne serait plus Alex Pettyfer qui jouerait le rôle de Alex Rider. L'acteur a maintenant plus de vingt ans, tandis qu'Alex Rider en a quatorze (N. B. : si l'on fait abstraction des récits imbriqués concernant le passé de divers personnages adultes, les sept premières aventures d'Alex Rider sont inscrites dans un cadre temporel n'excédant pas une dizaine de mois).